# Korieła

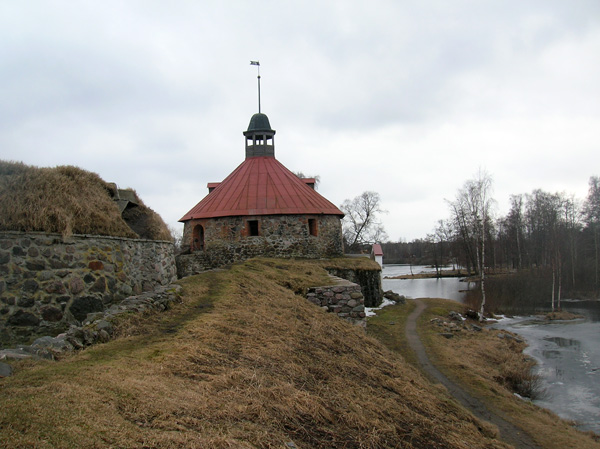
Baszta służąca również za bramę do twierdzy

Korieła – dawna twierdza znajdująca się w Prioziersku w Rosji.

## Historia
Twierdza karelska istniała w tym miejscu od co najmniej XII wieku. Stanowiła centrum osady Käkisalmi. Pierwsza pisana wzmianka pochodzi z nowogrodzkiej kroniki z 1143 roku, gdzie używa się nazwy Korieła. Pierwotnie umocnienia zostały zbudowane poprzez ustawianie na siebie dużych głazów i jest to jedyny znany na świecie przykład użycia takiej metody.
W latach 1294–1295, gdy twierdza należała już do Nowogrodu, została na kilka miesięcy zdobyta przez Szwedów. W 1310 nowa twierdza została wybudowana na rzece w delcie rzeki Vuoksi, w 1360 jednak spłonęła, a nowa – tym razem kamienna – została ukończona w 1364. W międzyczasie, w latach 30., Korieła wraz z twierdzami Orieszek i Ładoga zostały oddane we władanie Narymunta Gleba z Litwy. W 1383 Koriełę, Orieszek oraz Koporje odziedziczył syn Narymunta – Patrikas, który dał później początek dynastii Golicynów. Został on jednak potem zmuszony do zrzeczenia się administracji twierdzą.
W 1580 miasto wraz z zamkiem zostało zdobyte przez Szwedów pod wodzą generała Pontusa De la Gardie. Wkrótce rozpoczęli oni przebudowę zamku według wzorców zachodnioeuropejskich. Jednak na mocy traktatu w Tiawzinie z 1595 roku musieli oddać zamek Moskwie, co stało się w 1597 roku.
Korieła wraz okolicą pozostawała w rosyjskich rękach do 1611 roku, kiedy to wojska Jacoba De la Gardie zdobyły twierdzę po sześciomiesięcznym oblężeniu (inne źródła wspominają, że zamek generał otrzymał w nagrodę za wsparcie Rosjan w kampanii przeciwko Rzeczypospolitej Obojga Narodów). W pierwszej połowie XVII wieku obok Starej Twierdzy Szwedzi wybudowali Nową Twierdzę na Ostrowie Spasskim. Pokój w Stołbowie potwierdził przynależność przemianowanej na Kexholm Korieły do Szwecji.
W 1809 roku Käkisalmi powróciło do Rosji i w 1812 zostało włączone w obszar Wielkiego Księstwa Finlandii. Twierdza została zmieniona w więzienie polityczne, gdzie osadzeni zostali m.in. niektórzy dekabryści. W latach 1888–1910 Nowa Twierdza została przekształcona na szpital psychiatryczny. W 1945 roku powstało w niej sanatorium wojskowe.
Obecnie twierdza jest udostępniona dla zwiedzających. Znajduje się w niej również muzeum.